# Minutante
Le minutante est un employé de la Curie romaine .chargé de rédiger les minutes (projets de notes officielles ou comptes rendus),L'aide d'étude (ajudante di studio) et l'adetto ont des fonctions similaires (inférieures pour l'adetto). C'est en général la première étape de l'intégration à la Curie. Plusieurs papes (Benoit XV, Pie XII, Paul VI) ont donc eu ce rôle en début de carrière.